# Advantest
L'Advantest Corporation (株式会社アドバンテスト Kabushiki-gaisha Adobantesuto?) (TYO: 6857, NYSE: ATE) è un grosso produttore giapponese di strumenti di misura e sistemi di collaudo automatico. È stata fondata da Ikuo Takeda nel 1954, con il nome di Takeda Riken Industries. Dominano il mercato del testing dei chip DRAM e stanno aumentando il loro peso in quello dei system-on-a-chip. Con sede a Tokyo, la compagnia ha avuto un fatturato di 239 miliardi di yen nel 2004 ed è quotata alla borsa di Tokyo ed al New York Stock Exchange.